# CURL
cURL (ausgeschrieben Client for URLs oder Curl URL Request Library, gesprochen: [ˈkər(-ə)l]) ist eine Programmbibliothek und ein Kommandozeilen-Programm zum Übertragen von Daten in Rechnernetzen. cURL steht unter der offenen MIT-Lizenz und ist unter anderem auf folgende Betriebssysteme portiert worden: Solaris, NetBSD, FreeBSD, OpenBSD, Darwin und macOS, HPUX, IRIX, AIX, Tru64, Linux, UnixWare, HURD, Windows, AmigaOS, OS/2, BeOS, Ultrix, QNX, OpenVMS, RISC OS, Novell Netware und DOS. Die zugehörige Programmbibliothek libcurl wird von zahlreichen Programmen und Programmiersprachen verwendet und gilt als eine der meistverwendeten Software-Bibliotheken überhaupt.

## Geschichte
Daniel Stenberg, der Programmierer von cURL, begann 1997 ein Programm zu schreiben, das IRC-Teilnehmern Daten über Wechselkurse zur Verfügung stellen sollte, welche von Webseiten abgerufen werden mussten. Er setzte dabei auf das vorhandene Open-Source-Tool httpget. Nach einer Erweiterung um andere Protokolle wurde das Programm am 20. März 1998 als cURL 4 erstmals veröffentlicht. Ursprünglich stand der Name für „see URL“ und wurde erst später von Stenberg nach einem besseren Vorschlag zum aktuellen Backronym umgedeutet.
Bis 2019 hat Daniel Stenberg cURL nebenamtlich entwickelt und betreut. Seit 2019 ist er beim Unternehmen Wolfssl angestellt, das kommerziellen Support für cURL anbietet. 2022 hat der Sovereign Tech Fund cURL mit 195.000 Euro unterstützt, um einen weiteren Entwickler für 6 Monate zu beschäftigen.
cURL 8.0.0 erschien am 20. März 2023 und somit exakt 25 Jahre nach dem ersten Release.

## Funktionsumfang
Wie der ausgeschriebene Name „Client for URLs“ andeutet, ist es ein Kommandozeilen-Werkzeug zum Herunter- oder Hochladen von Dateien über eine Internetadresse, auch POST-Übertragungen sind möglich. Zu den unterstützten Protokollen gehören Stand April 2020: DICT, FILE, FTP, FTPS, Gopher, HTTP, HTTPS, IMAP, IMAPS, LDAP, LDAPS, POP3, POP3S, RTMP, RTSP, SCP, SFTP, SMB, SMBS, SMTP, SMTPS, Telnet, TFTP und MQTT.

## Implementierungen
cURL ist schon länger in vielen Linux-Distributionen enthalten. Seit dem April-2018-Update (1803) wurde cURL als Bordmittel in Windows 10 aufgenommen und ist in einer Standardinstallation von Windows enthalten.

## Trivia
Vor allem unter Programmierern und Administratoren hat sich das Verb „curlen“ (bzw. im Englischen „to curl“) etabliert, was bedeutet, eine Webseite ohne Webbrowser anzuzeigen.
Anfang 2022 veröffentlichte Daniel Stenberg die E-Mail eines Fortune-500-Unternehmens, das im Stile einer zeitkritischen Geschäftskorrespondenz Details für eine Risikoeinschätzung im Zuge der Log4j-Schwachstelle erfragte. Da die Verantwortlichen für IT-Sicherheit des Unternehmens offensichtlich nichts von der andersartigen Verantwortlichkeit und Zuständigkeit in Open-Source-Projekten verstanden und eine kostenfreie Behebung der in cURL, mangels Log4j-Implementation, nicht existierenden Sicherheitslücke erwarteten, wurden Anfrage und Antwort medial als Sinnbild für den wenig sachkundigen Umgang mit Open-Source-Software durch kommerzielle Nutznießer aufgegriffen.